# Deon Hotto
Deon Daniel Hotto Kavendji (* 29. Oktober 1991 in Swakopmund) ist ein namibischer Fußballspieler.
Seine professionelle Karriere begann Hotto 2012 in seinem Heimatland bei den African Stars. Mit diesen gewann er 2013 und 2014 den lokalen Pokalwettbewerb. Es folgten alle zwei Jahre neue Stationen, ab 2014 in Südafrika bei den Golden Arrows, dann bei Bloemfontein Celtic und schlussendlich von 2018 bis 2020 bei Bidvest Wits. Seitdem spielt Hotto beim südafrikanischen Erstligisten Orlando Pirates. Dort gilt er (Stand 2023) als bestbezahlter Spieler mit einem Monatsgehalt von deutlich über 500.000 Rand.
Hotto spielt seit 2013 in der namibischen Nationalmannschaft. Sein größter internationaler Erfolg war der Gewinn des COSAFA Cup 2015, bei dem Hotto beide Tore im Finale schoss. Hotto schoss das einzige Tor des Tages im Spiel gegen die Auswahl Tunesiens beim 1:0-Erfolg in der Vorrunde des Afrika-Cup 2024.
2021 gründete Hotto die nach ihm benannte Deon Hotto Foundation, die sich der Fußballförderung in Namibia verschrieben hat.

## Erfolge
- COSAFA Cup: 2015
- Nedbank Cup: 2023, 2024
- MTN8: 2020, 2022, 2023